# Sisters (film 2006)
Sisters è un film del 2006 diretto da Douglas Buck. La pellicola è un remake del film Le due sorelle (1973), diretto da Brian De Palma.

## Trama
Grace è una giornalista che, dopo aver assistito a un omicidio, viene coinvolta nell'inchiesta sul misterioso dottor Lacan e su una sua ex paziente dalla quale egli è attratto, una giovane donna francese con una gemella siamese.

## Produzione
Girato in Carolina del Nord, Vancouver e Columbia Britannica con un budget di 60.000 dollari.